# RAR
RAR — поширений формат стиснення даних і програма-архіватор.
Формат розроблений російським програмістом Євгеном Рошалом (звідси і назва RAR: Roshal Archiver). Він написав програму-архіватор для пакування/розпаковування RAR, спочатку під DOS, потім і для інших платформ. Версія для Microsoft Windows розповсюджується у складі багатоформатного архіватора з графічним інтерфейсом WinRAR. Програма розповсюджується як умовно-безкоштовне програмне забезпечення (shareware); вихідний код розпаковника (unrar) випущений Рошалом під ліцензією, що дозволяє вільне розповсюдження і зміну, але при умові, що він не буде використаний для написання сумісного пакувальника. Метод стиснення так і залишається закритим. Сумісні програми для розпаковування існують для багатьох платформ, зокрема, 7-Zip.
Операції компресії із форматом RAR зазвичай повільніші, ніж за використання ранніх алгоритмів стиснення, таких як ZIP і gzip, але зазвичай забезпечують вищу якість компресії.
Алгоритм стиснення 7z LZMA має приблизно таку саму ефективність стиснення даних, як і RAR, яка залежить від типу упакованих файлів. Обидва формати зараз активно розвиваються.

## WinRAR
Спершу Рошал створив програму для роботи з архівами RAR для DOS, яку пізніше портував на різні платформи, зокрема на Windows, Linux, Mac OS X, OS/2 та FreeBSD. Основна версія архіватора для Windows WinRAR розповсюджується як trialware, тобто її можна використовувати безкоштовно із повною функціональністю впродовж 40 днів, а також з обмеженими функціями після цього періоду.
RARLAB також розповсюджує вільну програму з відкритими вихідними кодами «unrar», хоча її й не ліцензовано під ліцензією вільного програмного забезпечення. Існує також програма для декомпресії «unrarlib» , ліцензована під GPL. Вона базується на старих версіях unrar з дозволу її автора Євгена Рошала. Unrarlib підтримує розпакування RAR архівів тільки до версії 2.x. Пакунки, створені RAR 2.9 чи пізнішим, використовують інший формат, який не підтримується цією бібліотекою.
Найрозповсюдженіший зараз безкоштовний архіватор 7-Zip використовує спеціальне розширення для розпакування найновіших версій RAR. Проте воно ліцензоване під невільною ліцензією.
Для файлів формату RAR зазвичай використовується розширення .rar та MIME тип application/x-rar-compressed.